# Philip Sparke
Philip Sparke (født 29. december 1951 i London) er en engelsk komponist. 
Sparke studerede komposition, trompet og klaver ved the Royal College of Music. Han er mest kendt for sine kompositioner for brassband og harmoniorkester.

## Udvalgte værker
| - The Land of the Long White Cloud (Aotearoa) - A London Overture - The Year of the Dragon - Harmony Music - Variations on an Enigma - Partita - Cambridge Variations | - Sea Pictures - Between the Moon and Mexico - Tallis Variations - Music of the Spheres - Dances and Alleluias - Music for Battle Creek - A Tale as Yet Untold |